# パオロ・コッツィ
パオロ・コッツィ（Paolo Cozzi, 1980年5月26日 - ）は、イタリアの元男子バレーボール選手。ミラノ出身。ポジションはミドルブロッカー。元イタリア代表。

## 来歴
地元ミラノのジュニアチームから、1998年、セリエA・アシステル・ミラノへ入団。2003年にモデナへ移籍し、翌2004年にCEVカップ優勝、クーネオ在籍時の2005-2006シーズンには、コッパ・イタリアの優勝に貢献した。ピアチェンツァ、ヴィボ・ヴァレンツィアを経て、2009年よりターラントに所属した。
2001年5月11日、パレルモで行われたワールドリーグ・アルゼンチン戦で代表デビューを飾り、通算87試合に出場。イタリア代表として出場した、2004年アテネオリンピックで銀メダルを獲得した。
ナショナルチームではミドルブロッカーとして、ワールドリーグや欧州選手権などでも活躍し、欧州選手権では2大会連続優勝（2003年、2005年）を経験した。

## 球歴
ナショナルチーム代表歴
- オリンピック - 2004年（銀メダル）
- ワールドカップ - 2003年（銀メダル）
- ワールドグランドチャンピオンズカップ - 2005年（3位）
- ワールドリーグ - 2001年、2004年（準優勝）、2003年（3位）
- 欧州選手権 - 2003年、2005年（優勝）

クラブチーム優勝歴
- コッパ・イタリア - 2006年
- CEVカップ - 2004年

## 所属クラブ
- アシステル・ミラノ（1998-2003年）
- パッラヴォーロ・モデナ（2003-2005年）
- ピエモンテ・バレー（2005-2006年）
- パッラヴォーロ・ピアチェンツァ（2006-2008年）
- カッリポ・ヴィボ・ヴァレンツィア（2008-2009年）
- プリズマ・ターラント（2009-2010年）
- NMVカステッラーナ（2010-2011年）
- UVサン・ジュスティーノ（2011-2012年）
- バレー・ミラノ（2012-2014年）
- Getfit Milano Vittorio Veneto（2018-2019年）